# Mud Morganfield
Mud Morganfield (Chicago, 1954. szeptember 27. –) amerikai bluesénekes, Muddy Waters legidősebb fia.

## Pályafutása
Anyja és a nagybátyjai nevelték fel. Muddy Waters alkalmi látogatásaikor nemigen ismerte meg az apját. Az apja halála után (1983) hivatásos zenésszé szeretett volna válni. Eleinte teherautókat vezetett. Hangja és 
Muddy Waters hangjának hasonlósága azonban előbb-utóbb hasznára vált.
Énekesi karrierje a Chicago déli oldalán fekvő blues klubokban indult meg, előadásai apja anyagának és saját műveinek keverékéből álltak. "Elkezdtem énekelni, hogy megmutassam a világnak, apám mit hagyott rám... Nem vagyok Muddy Waters, és természetesen nem is próbálok Muddy Waters lenni. Mud Morganfield vagyok..."
2015-ös albuma „(For Pops: A Tribute To Muddy Waters)”, megkapta a Blues Music Awardot.

## Lemezek
- Fall Waters Fall (2008)
- Son of a Seventh Son (2012)
- For Pops: A Tribute To Muddy Waters (2014)
- They Call Me Mud (2018)

## Díjak
- 2015: Blues Music Award

## További információ
- Hivatalos oldal